# NHK津軽地区テレビ中継局
NHK津軽地区テレビ中継局（エヌエイチケイつがるちくテレビちゅうけいきょく）は、青森県津軽地方にあったNHK青森放送局単独のテレビ中継局である。

## 概要
当地には相内・脇元・出来島・金木の各中継局が置かれていたが、五所川原中継局の30Wから2kWへの増力に伴い廃止された。なお、青森放送と青森テレビも併設していた中継局については、十三湖テレビ中継局を参照のこと。
また、鯵ヶ沢・NHK東鯵ヶ沢の両中継局については西津軽舞戸テレビ中継局を、津軽地方にアナログ放送終了まで現存したNHK単独中継局についてはNHK南鰺ヶ沢中継局の項目をそれぞれ参照のこと。

## NHK相内テレビ中継局

### アナログテレビ放送
| チャンネル 番号 | 放送局名     | 空中線電力 （映像/音声） | ERP （映像/音声） | 偏波面   | 放送対象地域 | 放送区域 内世帯数 | 運用開始日     |
| --------------- | ------------ | ------------------------ | ----------------- | -------- | ------------ | ----------------- | -------------- |
| 51              | NHK 青森教育 | 1W/250mW                 | - / -             | 水平偏波 | 全国         | -                 | 1974年 9月28日 |
| 53              | NHK 青森総合 | 1W/250mW                 | - / -             | 水平偏波 | 青森県       | -                 | 1974年 9月28日 |

- 所在地： 北津軽郡市浦村（現：五所川原市）相内
- 五所川原中継局の増力・新設に伴い、1982年9月21日にすべて廃止された。

## NHK脇元テレビ中継局

### アナログテレビ放送
| チャンネル 番号 | 放送局名     | 空中線電力 （映像/音声） | ERP （映像/音声） | 偏波面   | 放送対象地域 | 放送区域 内世帯数 | 運用開始日     |
| --------------- | ------------ | ------------------------ | ----------------- | -------- | ------------ | ----------------- | -------------- |
| 52              | NHK 青森教育 | 500mW/125mW              | - / -             | 水平偏波 | 全国         | -                 | 1974年 9月28日 |
| 54              | NHK 青森総合 | 500mW/125mW              | - / -             | 水平偏波 | 青森県       | -                 | 1974年 9月28日 |

- 所在地： 北津軽郡市浦村（現：五所川原市）脇元
- 五所川原中継局の増力・新設に伴い、1982年9月21日にすべて廃止された。

## NHK出来島テレビ中継局

### アナログテレビ放送
| チャンネル 番号 | 放送局名     | 空中線電力 （映像/音声） | ERP （映像/音声） | 偏波面   | 放送対象地域 | 放送区域 内世帯数 | 運用開始日     |
| --------------- | ------------ | ------------------------ | ----------------- | -------- | ------------ | ----------------- | -------------- |
| 40              | NHK 青森総合 | 500mW/125mW              | - / -             | 水平偏波 | 青森県       | -                 | 1975年 8月30日 |
| 42              | NHK 青森教育 | 500mW/125mW              | - / -             | 水平偏波 | 全国         | -                 | 1975年 8月30日 |

- 所在地： 西津軽郡木造町（現：つがる市木造）出来島
- 五所川原中継局の増力・新設に伴い、1982年8月7日にすべて廃止された。

## NHK金木テレビ中継局

### アナログテレビ放送
| チャンネル | 放送局名     | 空中線電力 （映像/音声） | ERP （映像/音声） | 偏波面   | 放送対象地域 | 放送区域 内世帯数 | 運用開始日     |
| ---------- | ------------ | ------------------------ | ----------------- | -------- | ------------ | ----------------- | -------------- |
| 59         | NHK 青森総合 | 3W/750mW                 | - / -             | 水平偏波 | 青森県       | -                 | 1976年 7月23日 |
| 61         | NHK 青森教育 | 3W/750mW                 | - / -             | 水平偏波 | 全国         | -                 | 1976年 7月23日 |

- 所在地： 北津軽郡金木町（現：五所川原市金木町）
- 五所川原中継局の増力・新設に伴い、1982年9月21日にすべて廃止された。